# Сарбандська ГЕС
Сарбандська ГЕС — гідроелектростанція в Таджикистані. Знаходячись між Сангтудинською ГЕС-2 (вище по течії) та Перепадною ГЕС (30 МВт), входить до складу каскаду на річці Вахш, правій твірній Амудар'ї (басейн до Аральського моря). У радянські часи станція носила назву Головна.
У межах проєкту річку перекрили земляною греблею висотою 45 метрів та довжиною 1033 метри, яка потребувала 2 млн м3 матеріалу та утворила водосховище з об’ємом 96 млн м3 (корисний об’єм 4 млн м3). 
Пригреблевий машинний зал обладнали шістьома турбінами типу Каплан потужністю по 36,5 МВт, які використовували напір від 15 до 31,2 метра (номінальний напір 23,3 метра). При цьому станом на початок 2010-х загальна потужність станції рахувалась вже як 240 МВт — три турбіни потужністю по 35 МВт та три з показником по 45 МВт. Утім, через зношене обладнання фактична потужність ГЕС скоротилась до 160 МВт, а середня фактичний виробіток становила 840 млн кВт·год. Через це розпочали проєкт модернізації трьох гідроагрегатів, котрий повинен збільшити потужність станції на 12 МВт до 252 МВт та довести виробітку електроенергії до 1130 млн кВт·год електроенергії на рік. 
Відпрацьована вода може скидатись як до Вахшу, так і в прокладений по лівобережжю зрошувальний канал, на якому й розташована наступна станція каскаду.
Видача продукції відбувається по ЛЕП, розрахованим на роботу під напругою 220 кВ, 110 кВ та 35 кВ.